# Vinoba Bhave
Vinayak Narahari Bhave, también conocido como Vinoba Bhave (11 de septiembre de 1895 - 15 de noviembre de 1982), fue un defensor indio de la no violencia y los derechos humanos. A menudo llamado Acharya (Maestro en sánscrito), es más conocido por el Movimiento Bhoodan. Se le considera el Maestro Nacional de la India y el sucesor espiritual de Mahatma Gandhi. Fue un filósofo eminente. Tradujo el Bhagavad Gita al Idioma marati con el título de Gitai (que significa 'Madre Gīta' en marati).

## Biografía
Vinayak Narahari Bhave nació el 11 de septiembre de 1895 en un pequeño pueblo llamado Gagoji (actual Gagode Budruk) en Kolaba en la región de Konkan de lo que ahora es Maharashtra. Vinayak era el hijo mayor de Narahari Shambhu Rao y Rukmani Devi. La pareja tuvo cinco hijos: cuatro varones llamados Vinayak (a quien llamaban cariñosamente Vinya), Balakrishna, Shivaji y Dattatreya, y una niña. Su padre era un tejedor de profesión con una perspectiva racionalista moderna y trabajaba en Baroda. Vinayak fue criado por su abuelo, Shamburao Bhave, y recibió una gran influencia de su madre, Rukmini Devi, una mujer religiosa de Karnataka. Vinayak se sintió muy inspirado después de leer el Bhagavad Gita, a una edad muy temprana. Vinayak Narahari Bhave nació dentro de una familia brahmán.
Un artículo en los periódicos sobre el discurso de Gandhi en la recién fundada Universidad Hindú de Benarés atrajo la atención de Bhave. En 1916, después de leer en el periódico un artículo de periódico de Mahatma, Bhave arrojó sus certificados escolares y universitarios al fuego de camino a Bombay para presentarse al examen intermedio. Escribió una carta a Gandhi y, tras un intercambio de cartas, Gandhi le aconsejó a Bhave que fuera a una reunión personal en el ashram Kochrab de Ahmedabad. Bhave conoció a Gandhi el 7 de junio de 1916 y posteriormente abandonó sus estudios. Participó con gran interés en las actividades del ashram de Gandhi, que incluían la enseñanza, el estudio, el trabajo y la mejora de las condiciones de vida de la comunidad. Se involucró activamente en los programas constructivos de Gandhi relacionados con el khadi, las industrias de las aldeas, la educación básica (Nai Talim), el saneamiento y la higiene.
Bhave fue a Wardha el 8 de abril de 1921 para hacerse cargo del ashram, como deseaba Gandhi. En 1923 publicó Maharashtra Dharma, una publicación mensual en marati que contenía sus ensayos sobre los Upanishads. Más tarde, esta publicación mensual se convirtió en semanal y continuó durante tres años. En 1925 Gandhi lo envió a Vaikom, Kerala, para supervisar la entrada al templo de los harijans, —también llamados parias o intocables, el nivel más bajo del sistema de castas de India—.
Bhave fue arrestado varias veces por su activismo. En 1930 fue sometido a prisión durante dos años por sus manifestaciones antibritánicas. En 1939, en el marco del comienzo de la Segunda Guerra Mundial, recorrió las aldeas difundiendo un mensaje antibélico, lo que le valió ser enviado a prisión. En 1942, exactamente al principio de las acciones del movimiento Quit India al que pertenecía, fue encarcelado  por sus expresiones en contra del dominio británico y mantenido en prisión durante tres años. 

Durante su permanencia en la cárcel Bhave escribió Ishavasyavritti y Sthitaprajna Darshan, aprendió cuatro idiomas del sur de la India y creó la escritura del Lok Nagari.

## Trayectoria

### Lucha por la libertad
Como principal discípulo de Mahatma Gandhi participó activamente en las distintas etapas del Movimiento de independencia de la India. Junto con otros activistas, sufrió prisión por sus accciones vinculadas a la desobediencia civil nacional, que periódicamente se desarrollaron contra el dominio británico.
En las cárceles dio una serie de charlas en marati a sus compañeros de prisión. Estas charlas buscaban difundir las enseñanzas contenidas en el Bhagavad Gita. Tiempo después estas charlas se publicaron en forma de libro, como Talks On The Gita (“Comentarios al Bhagavad Gita”).
A pesar de estas muchas actividades, no era muy conocido por el público. Ganó prominencia nacional cuando Gandhi lo eligió como el primer Satyagraha individual, (un individuo que defiende la Verdad en lugar de una acción colectiva) en una nueva campaña no violenta en 1940.
En 1942, al comienzo de las acciones del movimiento Quit India, Bhave fue uno de los líderes que sufrió prisión.

### Trabajo religioso y social
La perspectiva religiosa de Bhave era muy amplia y sintetizaba las verdades de muchas religiones. Esto se puede ver en uno de sus himnos "Om Tat Sat", que contiene símbolos de muchas religiones. Su lema "जय जगत्" (Jay Jagat), es decir, "victoria para el mundo", refleja sus puntos de vista sobre el mundo en su conjunto.
Bhave observó la vida del indio medio que vivía en un pueblo y trató de encontrar soluciones para los problemas que enfrentaba con una base espiritual firme. Esto formó el núcleo de su movimiento "Sarvodaya". Otro ejemplo de esto es el movimiento "Bhoodan" (donación de tierras) que comenzó en Pochampally el 18 de abril de 1951.La mayor parte de las familias pertenecían a la casta Harijan (los intocables) y carecían por completo de tierras para practicar la agricultura básica que les asegurara la subsistencia. Solicitaban 80 acres de terreno para 40 familias. Un rico terrateniente del lugar donó 100 acres para estas familias. Esto dio comienzo a una verdadera reforma agraria ya que varios ricos propietarios de diversos puntos de India donaron partes de sus tierras a familias campesinas. El Movimiento Bhoodan, también llamado la "revolución incruenta", ("bloodless revolution"), se formalizó tiempo después mediante la Ley Bhoodan, que creó el marco legal del cambio de tenencia o propiedad de la tierra y reglamentó las condiciones de uso de las superficies donadas.
El Movimiento Bhoodan recibió críticas basadas en la idea de que la fragmentación del espacio en pequeñas unidades tendía a dificultar o impedir el desarrollo de la agricultura a gran escala.
Estas críticas perderían peso tiempo después cuando Bhave iniciara el programa Gramdan, mediante el cual, las donaciones no consistían en porciones de tierra cedidas a individuos sino a aldeas completas. En un pueblo Gramdan, la tierra era propiedad colectiva de la aldea y se repartía entre familias individuales según sus necesidades. Las decisiones relacionadas con los asuntos del pueblo se adoptaban luego de lograrse un completo acuerdo del consejo del lugar, compuesto por todos los miembros adultos de la aldea. Aunque este programa presentó muchas dificultades de implementación y se desactivó años después, llegaron a consolidarse varios conjuntos Gramdan, algunos formados por cientos de aldeas, que fueron una de las bases del movimiento gandhiano de la India.
Bhave dijo: 

"He caminado por toda la India durante 13 años. En el contexto de la perpetuidad duradera del trabajo de mi vida, he establecido 6 ashrams".

Uno de los ashrams es el llamado Brahma Vidya Mandir. Se trata de una pequeña comunidad para mujeres que fue creada para que se volvieran autosuficientes y no sufrieran violencias. Este grupo practica la agricultura de autosustento, siguiendo las creencias de Gandhi sobre la producción de alimentos, que incluyen la sostenibilidad y la justicia social,
como ejes de trabajo. La comunidad practica los preceptos religiosos basados en el Bhagavad-Gita como parte de sus acciones cotidianas.

### Trabajo intelectual
Vinoba Bhave fue un erudito, pensador y escritor que produjo numerosos libros. Fue un traductor que hizo accesibles los textos sánscritos al hombre común. 

Estudió varios idiomas a fin de leer obras importantes en las versiones originales o bien para favorecer la comunicación con las personas en sus viajes a lo largo de India. 
En distintas oportunidades aprendió amil y otros idiomas del sur de la India, como el telugu, el kannada y el malabar. Su lengua natal era el marati y tenía conocimientos de guyaratí, hindi, inglés y nociones de francés. También aprendió árabe para leer el Corán en su idioma original y sabía algo de persa y pali, e intentó aprender chino y japonés.
Bhave fue un innovador reformador social. Llamó a la escritura "kannada" la "Reina de las Escrituras del Mundo" (Vishwa Lipigala Raani). Escribió breves introducciones y críticas a varias obras religiosas y filosóficas como el Bhagavad Gita, las obras de Adi Shankaracharya, la Biblia y el Corán.

#### Obras publicadas
Sus libros, artículos y ensayos fueron escritos originalmente en alguno de los idiomas de India y en inglés. Entre las versiones en inglés de sus obras se encuentran:
- The principles and philosophy of the Bhoodan Yagna (en inglés). India: Sarvodaya Prachuralaya. 1955. OCLC 164685910.
- Talks on education (en inglés). Madrás: Kabeer. 1956. OCLC 79032133.
- Bhoodan Yajna (en inglés) (2ª edición). India: Navajivan. 1957. OCLC 916980170.
- From Bhoodan to Gramdan (en inglés) (1ª edición). India: Sarvodaya Prachuralaya. 1957. OCLC 503866698.
- Talks on the Gita. India: Akhil Bharat Sarva Seva Sangh Prakashan. 1959. Reúne 18 charlas brindadas a sus compañeros de prisión en 1932. Fue traducido a 24 idiomas.[27]
- Democratic Values and the Practice of Citizenship - Selections from the addresses of Vinoba Bhave, 1951-1960 (en inglés) (1ª edición). India: Sarva Seva Sangh Prakashan. 1962. OCLC 1485636008.
- Shanti Sena (en inglés) (2ª edición). India: Sangh. 1963. OCLC 916980557.
- Revolutionary Sarvodaya: philosophy for the remaking of man (Vasant Sadashiv Nargolkar, trad.) (en inglés). 1964. OCLC 150691956.
- The essence of the Christian teachings (en inglés) (3ª edición). India: Sangh. 1969. OCLC 916980559.
- Third Power: a new dimension (en inglés) (1ª edición). India: Sangh. 1972. OCLC 916982570.
- The essence of the Quran (en inglés) (4ª edición). India: Sangh. 1978. OCLC 916980560.
- Women's power (en inglés) (2ª edición). India: Sangh. 1982. OCLC 916980145.
- Thoughts on education (en inglés) (3ª edición). Benarés: Sarva Seva Sangh Prakashan. 1985. OCLC 311456183.
- Kalindi, ed. (1994). Moved by Love: The Memoirs of Vinoba Bhave (Marjorie Sykes, trad.) (en inglés) (1ª edición). India: Paramdham Prakashan.
- Swarāj śāstra : the principles of a non-violent political order (en inglés) (7ª edición). India: Sarva Seva Sangh Prakashan. 1996. OCLC 261328998. Prefacio de Mahatma Gandhi
- Satish Kumar, ed. (2004). The Intimate and the Ultimate (en inglés) (2ª edición). Totnes: Green Books. OCLC 56448617.

## Últimos años y muerte
Bhave pasó la última parte de su vida en su ashram Brahma Vidya Mandir en Paunar, en el distrito de Wardha, en Maharashtra. Murió el 15 de noviembre de 1982 a la edad de 86 años, tras rechazar alimentos y medicinas durante unos días, aceptando el "Samadhi Maran" o "Santhara", como se describe en el jainismo. La primera ministra de la India, Indira Gandhi, estuvo presente en el funeral de Bhave.

## Premios y reconocimientos
En 1958, Bhave fue el primer destinatario del Premio Internacional Ramon Magsaysay al Liderazgo Comunitario. Se le concedió el Premio Bharat Ratna póstumamente en 1983.
Vinoba Bhave, The Man, un documental sobre el reformador social dirigido por Vishram Bedekar, se estrenó en 1963. Fue producido por la División de Cine del Gobierno de la India. El director de cine indio Sarvottam Badami había realizado anteriormente otro documental sobre él, Vinoba Bhave, en 1951.